# راتينجية سيتكية
الراتنج السيتكي نوع شجري يتبع جنس الراتينجية من الفصيلة الصنوبرية. أخذ اسمه من قرية سيتما في ألاسكا.

## البيئة والانتشار
موطنه غرب أمريكا الشمالية من ألاسكا إلى شمال كاليفورنيا.

## الوصف النباتي
شجرة عملاقة ارتفاعاً وقطراً. توجد منها أشجار ارتفاعها أكثر من 90 م في متنزه شق الهادي الوطني في الولايات المتحدة.

## معرض صور

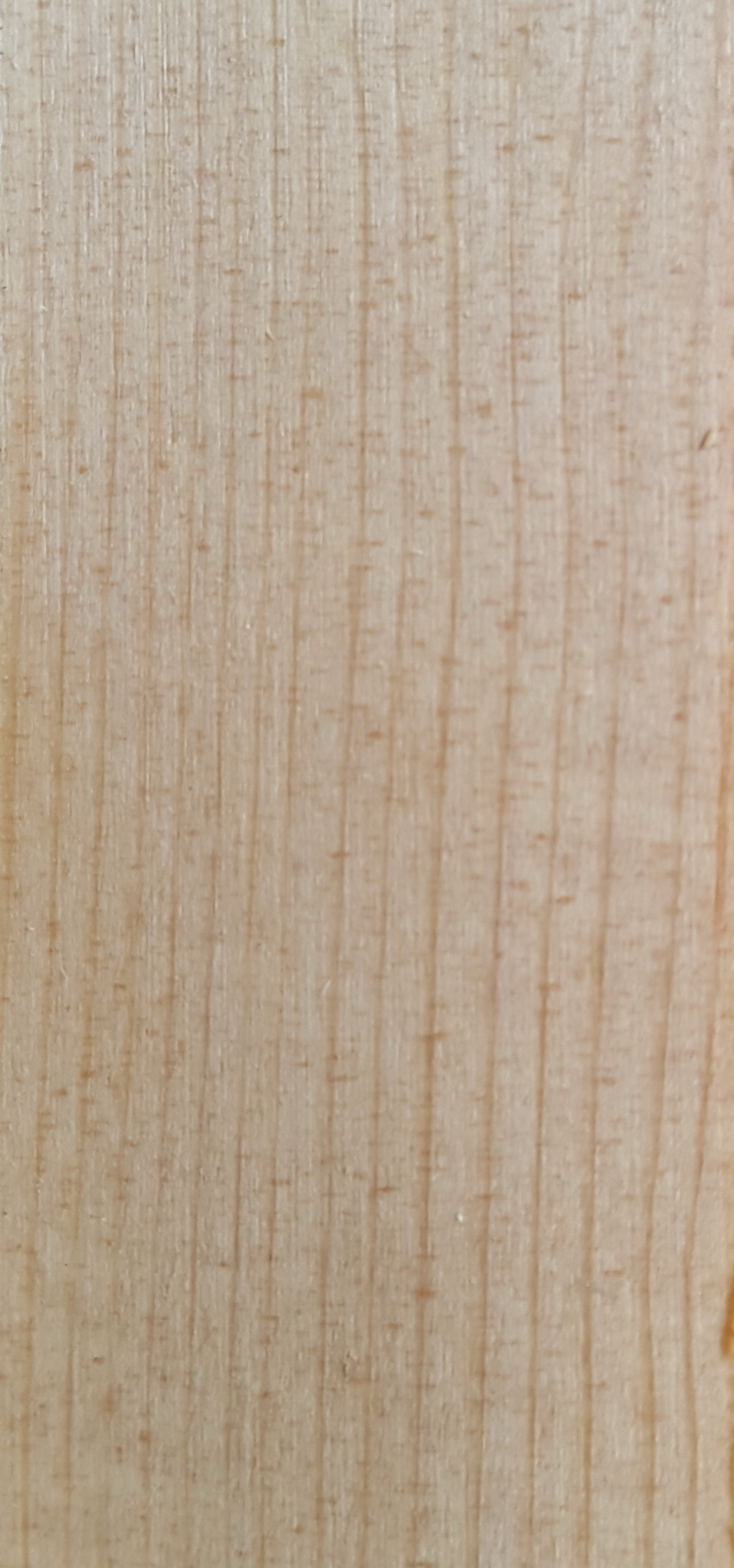
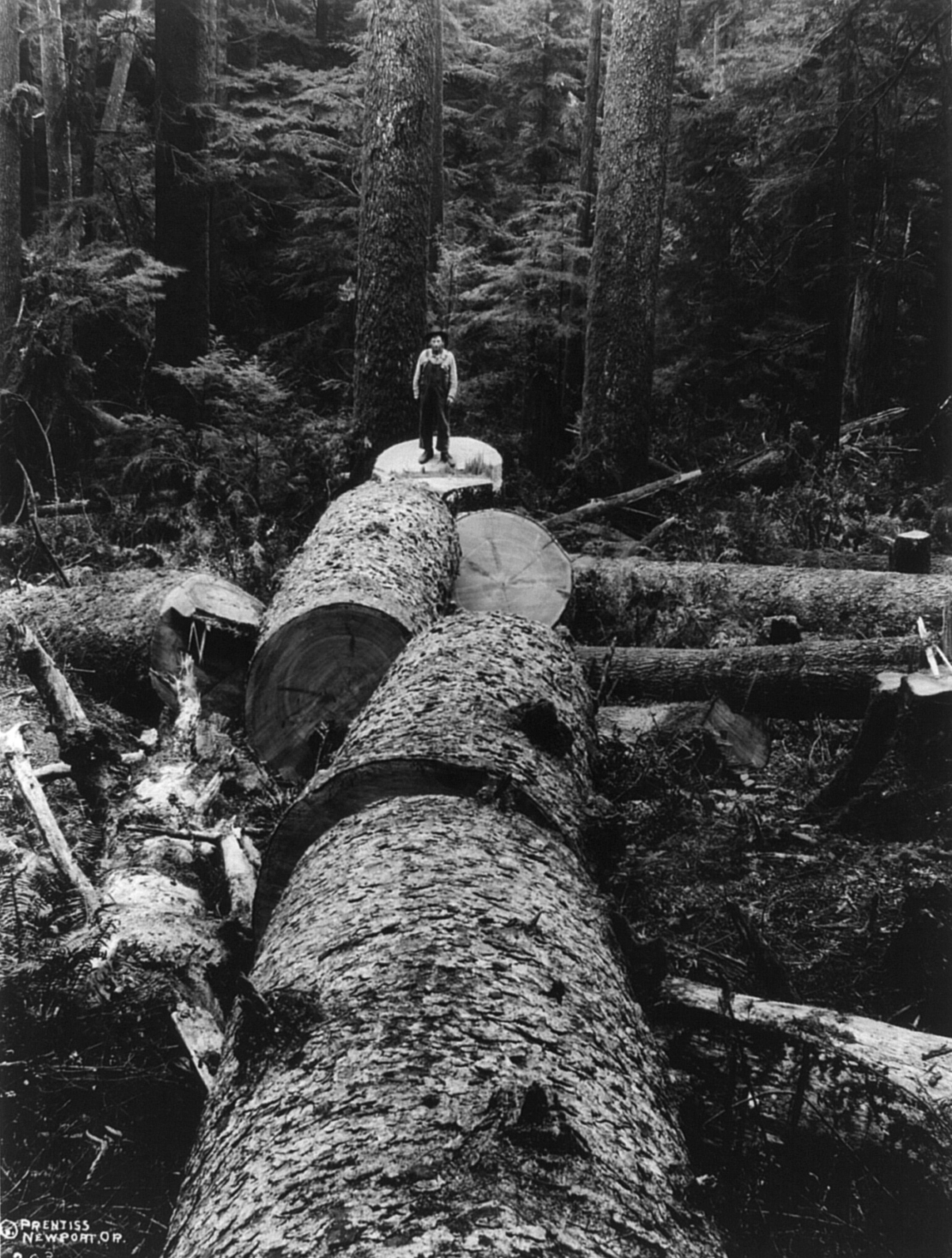
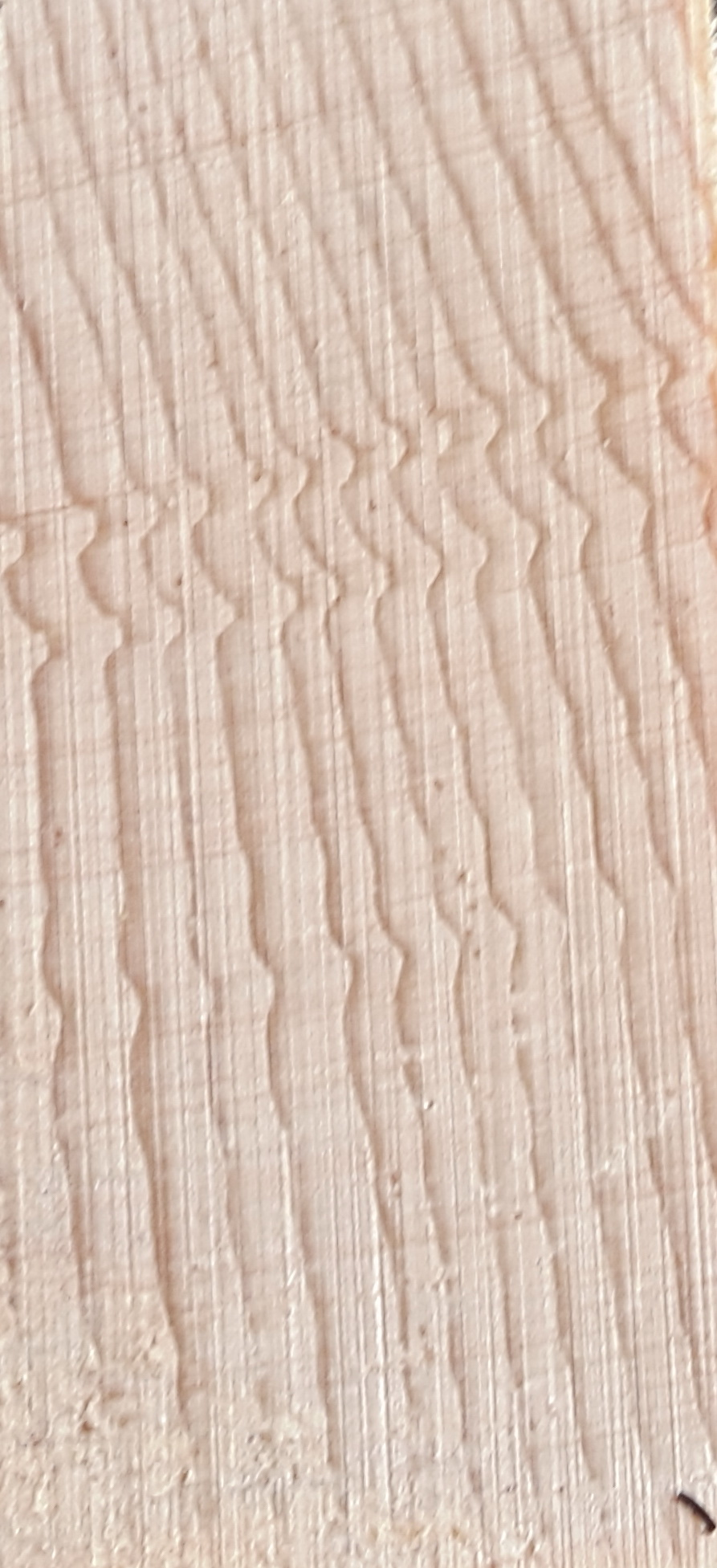